# Tomasz Kaczmarek
Tomasz Kaczmarek (Breslavia, 20 settembre 1984) è un allenatore di calcio polacco, tecnico in seconda del NAC Breda.